# Prix Albert-Creff
Le prix Albert-Creff de l'Académie de médecine de France est destiné à récompenser des travaux portant sur la nutrition et l'hygiène de vie appliquées à l'activité physique et au sport, des travaux de recherche fondamentale ou d'applications pratiques, rédigés en langue française.